# Iokanga
Le fleuve Iokanga (en russe : Йоканга) est un cours d'eau de la péninsule de Kola, dans l'oblast de Mourmansk, au nord-ouest de la Russie. Long de 203 km, il prend sa source au lac Alozero sur le versant nord du relief Keïvy et débouche sur la mer de Barents. Son principal affluent est la rivière Soukhaïa, suivie de la Rova. En tout ce ne sont pas moins de 778 rivières et ruisseaux qui se jettent dans le fleuve qui lui-même traverse plusieurs lacs.

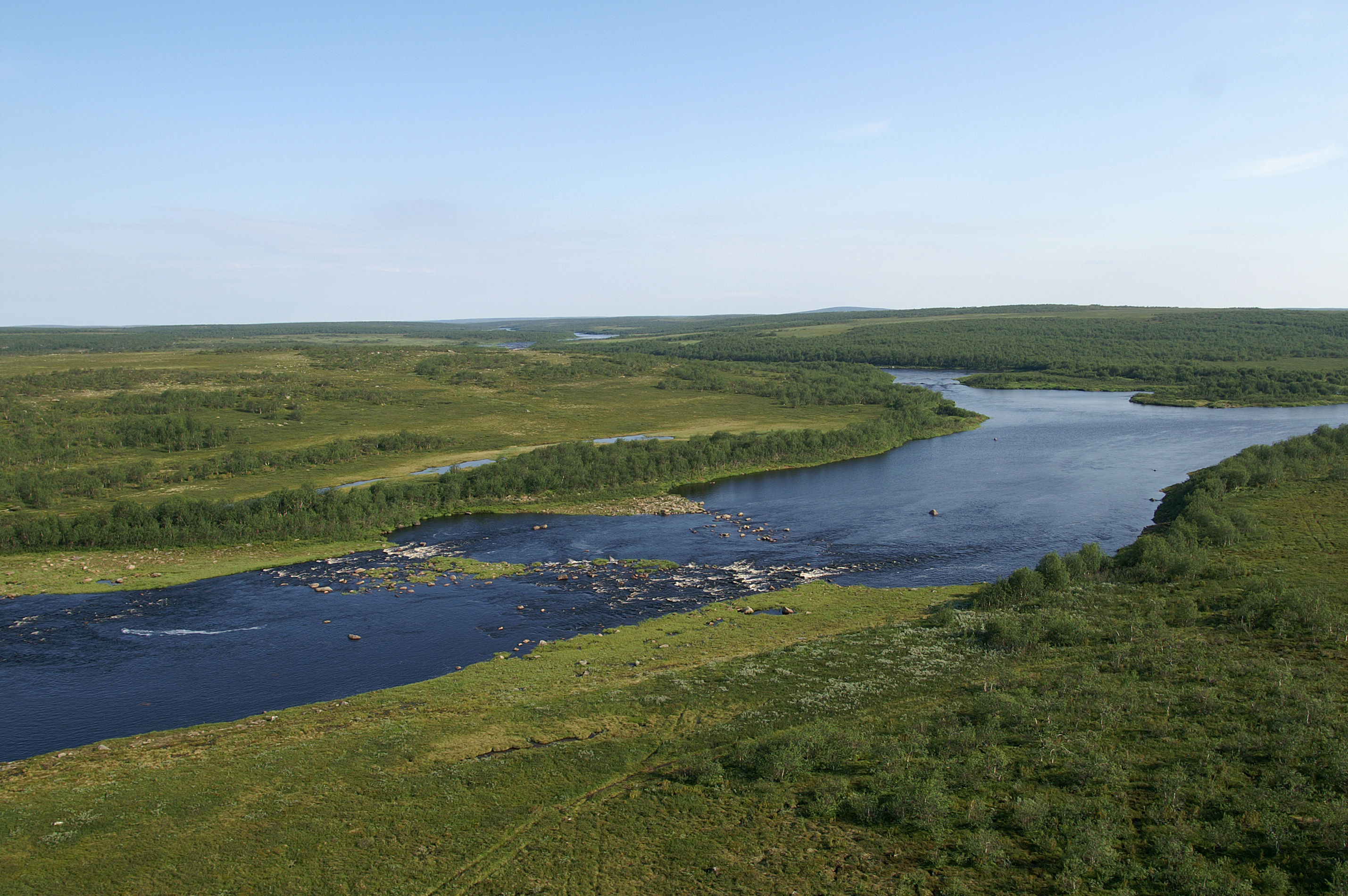
Fleuve Iokanga

Les eaux du Iokanga sont particulièrement saumoneuses. Depuis quelques années, les autorités russes permettent aux pêcheurs étrangers d'y venir avec un permis de pêche. Ce sont surtout des Scandinaves et des Britanniques[réf. nécessaire].

## Sources
- (ru) Alexandre Prokhorov (dir.), Grande Encyclopédie soviétique [« Большая советская энциклопедия »], vol. 24, Советская энциклопедия,‎ 1969-1978, 3e éd. (1re éd. 1926), « Йоканга ».